# 小竹駅

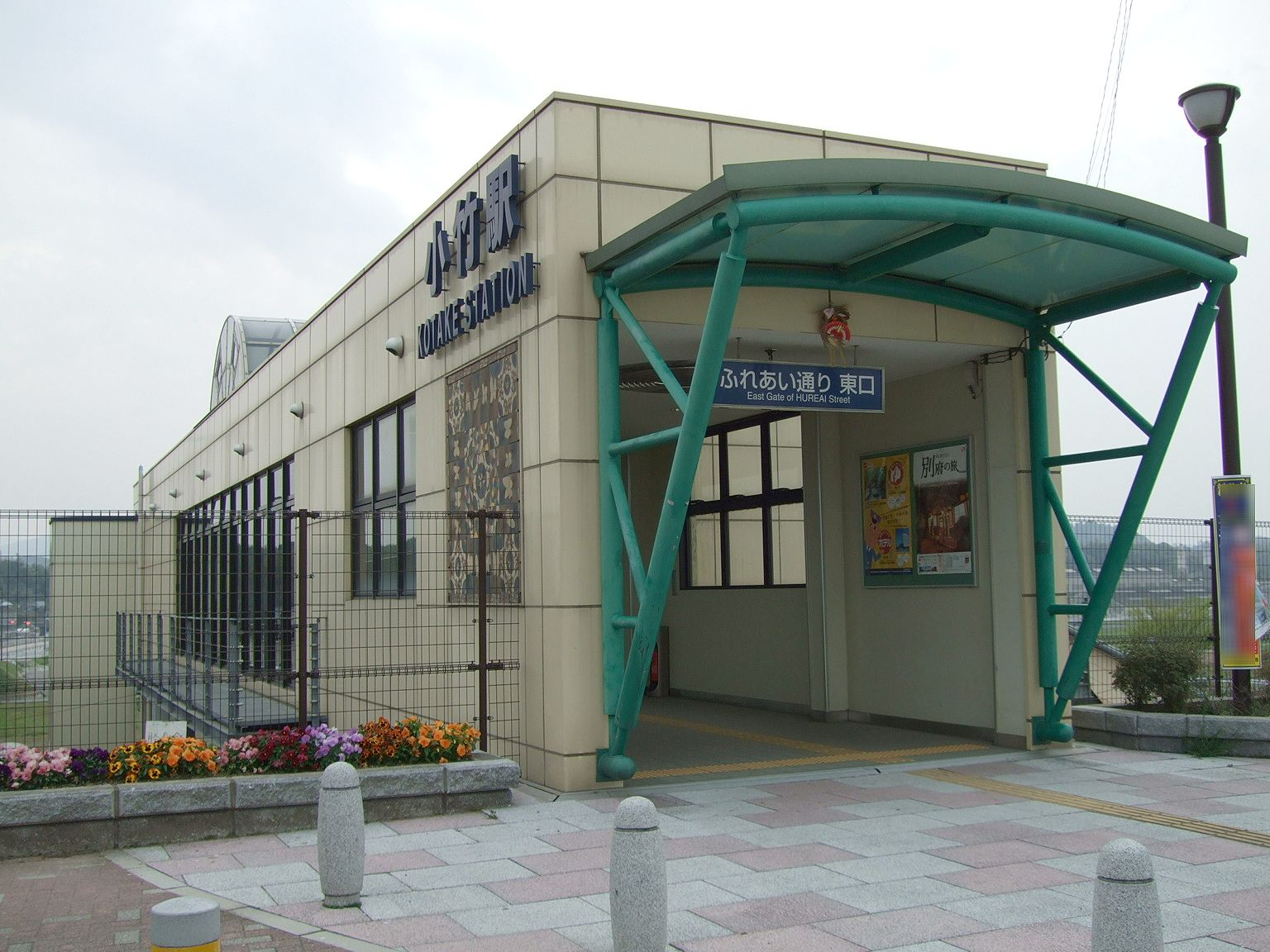
東口（2008年4月）

小竹駅（こたけえき）は福岡県鞍手郡小竹町大字勝野にある九州旅客鉄道（JR九州）筑豊本線（福北ゆたか線）の駅である。駅番号はJC17。
日本国有鉄道（国鉄）幸袋線及び新多への貨物支線が小竹駅から分岐していた。

## 歴史
- 1892年（明治25年）10月28日：筑豊興業鉄道（1894年筑豊鉄道に改称）が開設[1][2]。
- 1894年（明治27年）12月28日：当駅 - 幸袋（幸袋炭坑）間（後の幸袋線）開通[4][2]。
- 1897年（明治30年）10月1日：筑豊鉄道を九州鉄道（初代）が合併[5][6]。
- 1902年（明治35年）6月2日：当駅 -塩頭間貨物支線（後の筑豊本線）開通[6]。
- 1907年（明治40年）7月1日：九州鉄道（初代）が国有化され、帝国鉄道庁所管[6]。
- 1913年（大正02年）7月1日：当駅 -新多間貨物支線（筑豊本線）開通[6]。
- 1945年（昭和20年）6月10日：合理化により当駅 - 塩頭間貨物支線を廃止し、当駅の側線として併合[7]。
- 1969年（昭和44年）
  - 7月1日：当駅 - 新多間貨物支線廃止。
  - 12月8日：幸袋線廃止[4][8]。
- 1982年（昭和57年）11月15日：貨物業務取扱廃止[9]。
- 1984年（昭和59年）2月1日：荷物扱い廃止[9]。駅員無配置駅となる[10][11]（その後、業務委託駅となる）。
- 1987年（昭和62年）4月1日：国鉄分割民営化によりJR九州が継承[12]。
- 2001年（平成13年）10月6日：駅舎改築[1][13]。橋上駅舎化し、合わせて相対式2面2線から島式1面2線に変更[1][13]。
- 2009年（平成21年）3月1日：ICカードSUGOCAの利用を開始[14]。
- 2022年（令和4年）
  - 3月11日：切符販売窓口が営業終了[15]。
  - 3月12日：無人化[15]。

## 駅構造
地上駅。石炭輸送全盛時代は多数側線が存在したが構内が大幅整理され、筑豊本線電化の際、島式ホーム1面2線を有する構造となり、橋上駅舎に改築された。駅舎内は自由通路があり、小竹町コミュニティホールも併設されている。また駅名の一字「竹」をイメージして駅をデザインしている。新多支線との分岐部の跡は保線車両留置用の側線となっている。
SUGOCAの利用が可能であるが、カード販売は行わずチャージのみ取扱を行う。

### のりば
| のりば | 路線         | 方向 | 行先             |
| ------ | ------------ | ---- | ---------------- |
| 1      | 福北ゆたか線 | 下り | 新飯塚・博多方面 |
| 2      | 福北ゆたか線 | 上り | 直方・折尾方面   |

## 利用状況
2020年（令和2年）度の1日平均乗車人員は538人であり、JR九州の駅としては第208位である。
近年の1日平均乗車人員は下表のとおりである。
| 年度               | 1日平均 乗車人員 |
| ------------------ | ---------------- |
| 2016年（平成28年） | 700              |
| 2017年（平成29年） | 714              |
| 2018年（平成30年） | 698              |
| 2019年（令和元年） | 692              |
| 2020年（令和02年） | 538              |

## 駅周辺
筑豊本線は小竹町の中心部を通っているが、駅自体は中心部から直方方向へ600mほど外れた位置にあり駅前は閑散としている。
- 国道200号
- 福岡県道74号宮田小竹線
- 遠賀川ふれあい橋
- 小竹町役場 - 2020年5月7日より駅近くに移転した。
- 小竹団地 (工業団地)
- 日本郵政小竹郵便局
- トライアル小竹店
- 小竹町立小竹南小学校
- 町民グラウンド
- ミッションバレーゴルフクラブ

### バス路線
いずれも西口ロータリーより発車
- 小竹町巡回バス「ひまわり号」小竹駅西口バス停 - 町内各地へ運行（土曜日午後と日祝日は運休）
- 宮若市乗合バス「宮田・小竹線」小竹駅バス停 - JR宮田行

## 隣の駅
九州旅客鉄道（JR九州）
 福北ゆたか線（筑豊本線）
■快速
直方駅（JC19） - 小竹駅（JC17） - 鯰田駅（JC16）
■普通
勝野駅（JC18） - 小竹駅（JC17） - 鯰田駅（JC16）

### かつて存在した路線
日本国有鉄道
幸袋線
小竹駅 - 目尾駅